# Große Moschee von Tongxin

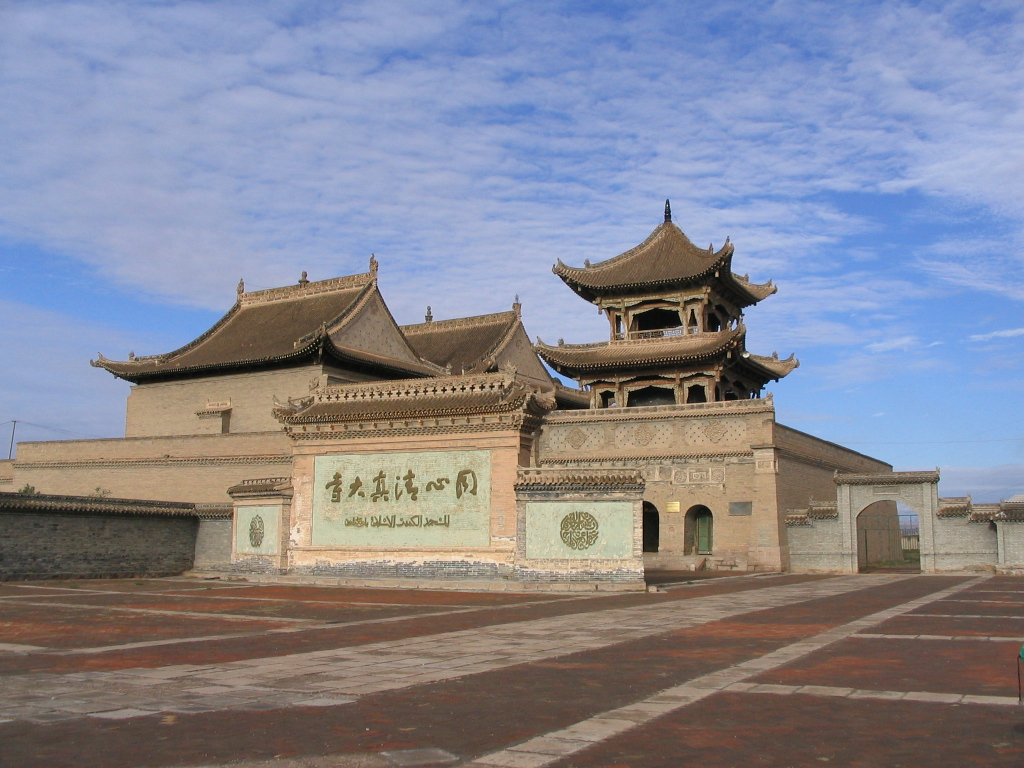
Große Moschee zu Tongxin

Die Große Moschee zu Tongxin (chinesisch 同心清真大寺, Pinyin Tóngxīn qīngzhēn dàsì, englisch Tongxin mosque) ist eine Moschee im Kreis Tongxin (同心县) der bezirksfreien Stadt Wuzhong im Autonomen Gebiet Ningxia der Hui-Nationalität, China. Sie wurde in der späten Ming-Dynastie erbaut und in der Qing-Zeit zweimal renoviert. Es ist die älteste und größte Moschee in Ningxia. Ihr Baustil erinnert eher an einen buddhistischen Tempel. Seit 1988 steht die Stätte auf der Liste der Denkmäler der Volksrepublik China in Ningxia (3-136). 
1936 wurde an diesem Ort das erste kurzlebige revolutionäre Regime der Hui-Chinesen, die Autonome Regierung der Hui-Nationalität des Yuhai-Kreises (豫海县回民自治政府,  Yuhai xian Huimin zizhi zhengfu, englisch Yuwang Hui Autonomous Government) der Gebiete von den Provinzen Shaan (Shaanxi), Gan (Gansu) und Ning (Ningxia) begründet.